# Julia Bax
Julia Nascimento Bacellar, connue sous le nom de Julia Bax née le 26 février 1981 à Belém est une artiste de bande dessinée brésilienne.

## Biographie
Son premier travail de bande dessinée a été publié dans le magazine brésilien Kaos!, recommandé par Roger Cruz (qui était son professeur dans le cours d'anatomie pour bande dessinée à Quanta Academia de Artes). Après cela, elle a fait les dessins d'une histoire de 12 pages sur l'album Quebra-Queixo Technorama Volume 2, publié par Devir,. Par ces deux œuvres, Julia a remporté en 2006 le Troféu HQ Mix, le principal prix de la bande dessinée brésilienne, dans la catégorie "Illustrateur Révélation". Elle a commencé à travailler pour des éditeurs dans d'autres pays, en particulier Marvel Comics, dans lequel elle a participé à la revue X-Men: First Class,. Julia a également publié des œuvres pour des éditeurs comme Boom! Studios, Devil's Due et Le Lombard, entre autres. Certaines de ses œuvres publiées sont Histórias (qui compile les bandes dessinées qu'elle publie dans Folha de S.Paulo), Remy (en partenariat avec l'écrivain Diogo Bercito) et Pink Daïquiri (écrit par Mélanie Théry et Laurent Habart, avec des dessins de Julia et Amanda Grazini). En 2016, la maison d'édition belge Le Lombard a publié le roman graphique Princesse Caraboo (écrit par Antoine Ozanam), basé sur l'histoire vraie de la célèbre imposteur Mary Baker,.